# Cornelis de Bie

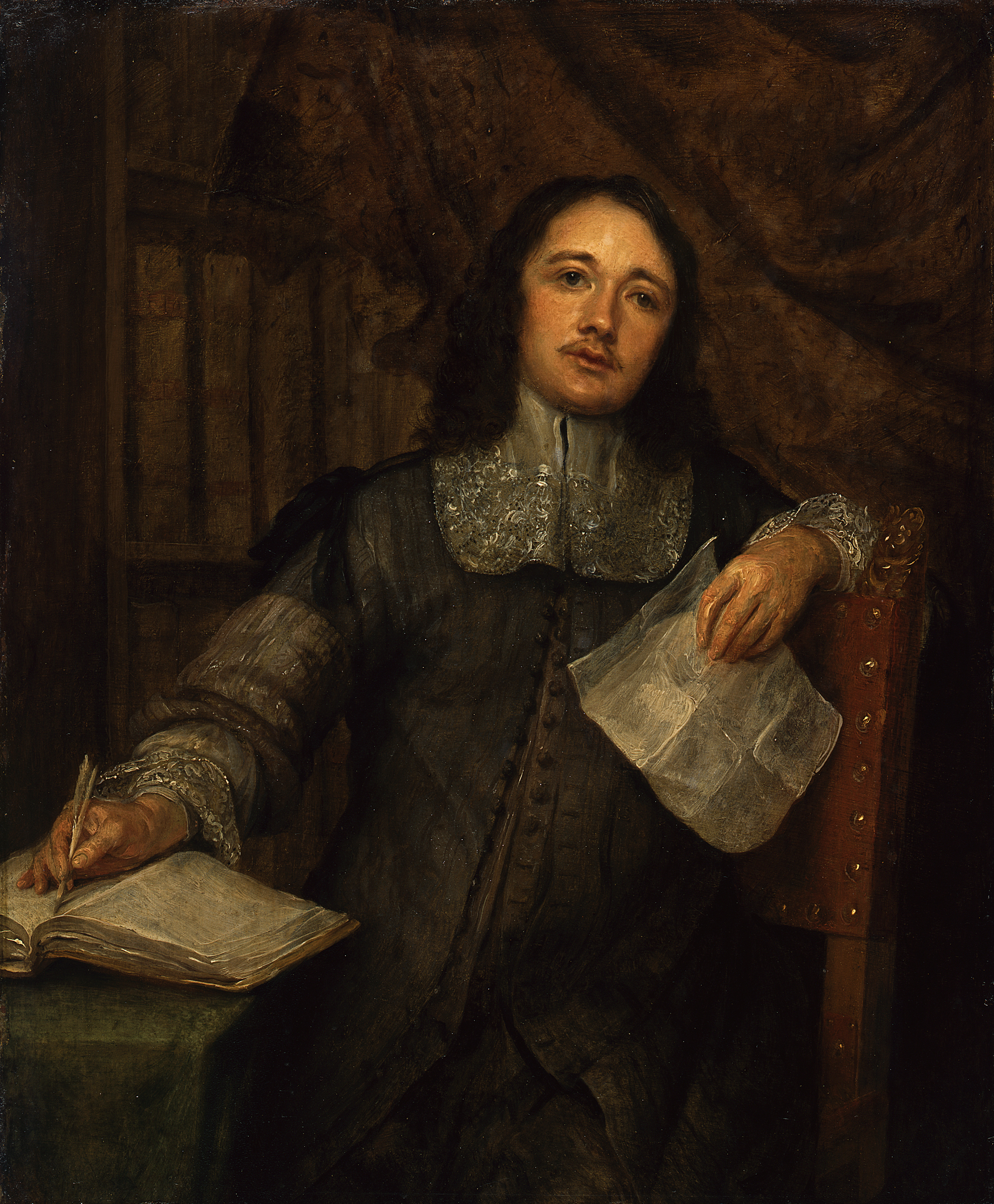
Cornelis de Bie por Gonzales Coques, hacia 1660, Berlín, Staatliche Museen

Cornelio, Cornelius o Cornelis de Bie (Lier, 1627–hacia 1712/1715) fue un jurista, retórico, poeta y dramaturgo de los Países Bajos meridionales, conocido principalmente por sus biografías de pintores flamencos y holandeses recogidas en Het gulden cabinet vande edele vry schilder-const (El gabinete de oro del noble y liberal arte de la pintura).

## Biografía
Hijo del pintor Adrien de Bie, recibió una esmerada educación: estudió derecho en Lovaina y dominó además del latín el francés y el español. Retornado a Lier, desempeñó los cargos de notario, procurador y secretario judicial de la audiencia militar de su localidad natal. Contrajo matrimonio con Elisabeth Smits, fallecida en 1662, y en segundas nupcias con Isabella Caelheyt, muerta en 1706. Fue padre de ocho hijos.

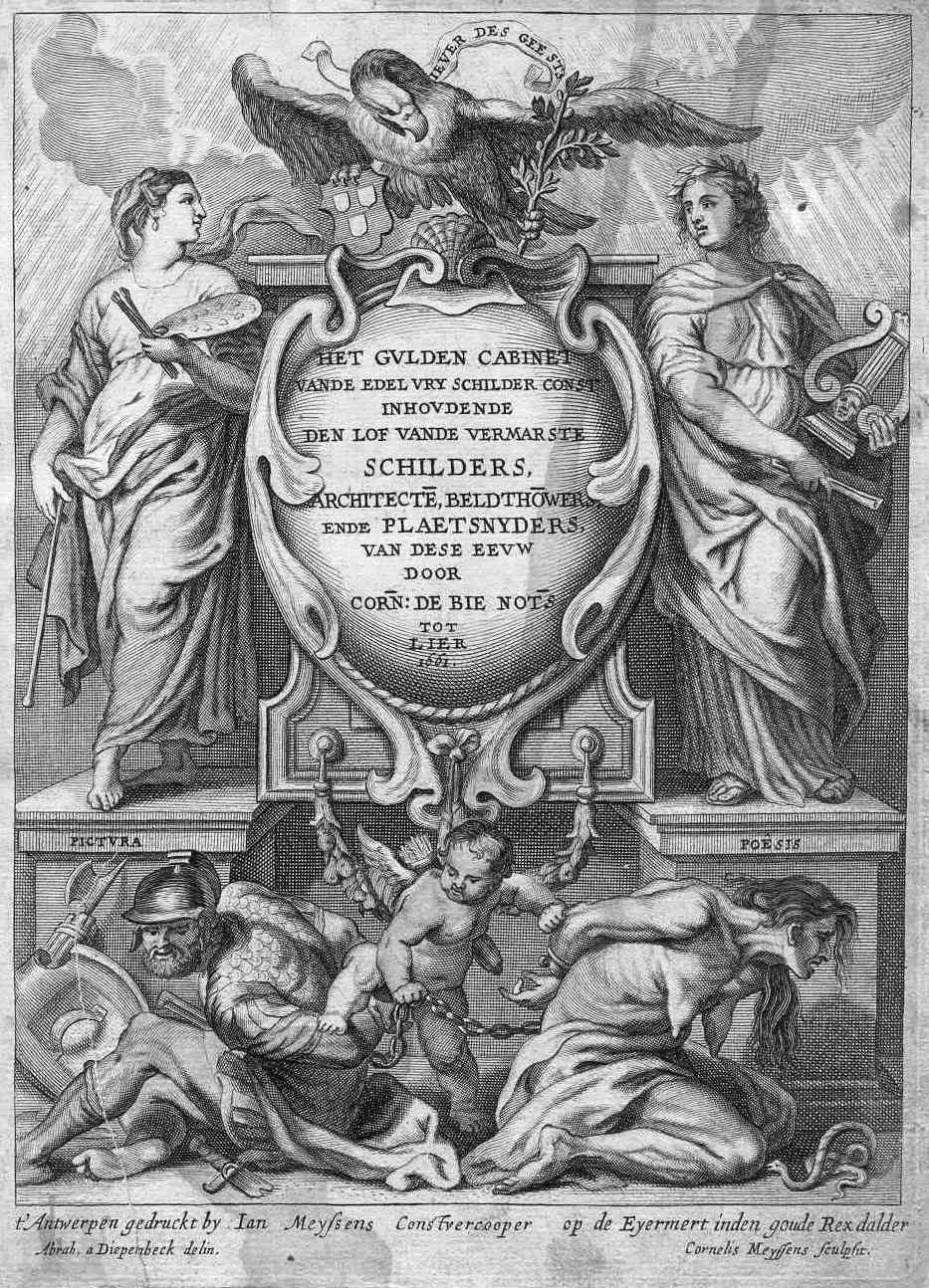
Portada calcográfica de Het gulden cabinet, grabado de Cornelis Meyssens según un dibujo de Abraham van Diepenbeeck,1662.

## Obra
Miembro de la cámara de retórica Den Groeyenden Boom, entre 1652 y 1708 escribió principalmente para ella más de cuarenta obras teatrales, de las que solo se han conservado 27. Influido por el teatro español, lo que le llevó a hispanizar su propio nombre, tradujo libremente y adaptó tres tragicomedias de Lope de Vega: Alphonsus en Thebasile oft berstelde onnooselheydt (Alfonso y Thebasile o la inocencia restituida), representada en 1659 e impresa en 1673, Armoede van den Graeve Florellus oft lyden sonder wraeck (La miseria del conde Florellus o el sufrimiento sin venganza, 1671), adaptación de Las pobrezas de Reynaldos, y Gheweldighe heerschappije van den Onrechtveerdighen Boris ghedempt ende ghestraft door den jongen Demetrius (El gran duque de Moscovia, o la cruel tiranía del injusto Boris, derrotado y castigado por el joven Demterius, representada en 1672, impresa en 1675), adaptación de El gran duque de Moscovia y emperador perseguido de Lope.
De su obra en prosa destaca Het gulden cabinet vande edele vry schilder-const (1662) colección de 280 biografías de artistas, encargada al parecer por Joannes Meyssens, grabador y marchante de arte, que en 1649 había publicado ya una colección de retratos de artistas grabados por él mismo. Las biografías se reúnen en tres partes, la primera para los pintores ya fallecidos, la segunda para los vivos y la tercera para escultores, grabadores y arquitectos e incorporan poemas latinos de difícil lectura. Aunque la fiabilidad de algunas anécdotas se pone en duda, es una importante fuente para el conocimiento de las biografías de los artistas incluidos, algunos no mencionados en otras fuentes.